# Club der Nationalspieler
Der Club der Nationalspieler ist ein nicht eingetragener Verein von ehemaligen und aktiven Spielern der deutschen Fußballnationalmannschaften. Mitglieder sind auch A-Nationalspieler der DDR- sowie der saarländischen Auswahl. Die DDR war bis 1990 und das Saarland in den 1950er Jahren offizielles FIFA-Mitglied.
Der Klub wurde auf Initiative des DFB-Generalsekretärs Wolfgang Niersbach am 5. April 2008, am Tag des 100-jährigen Bestehens der deutschen Nationalmannschaft gegründet. Der Klub hat im Oktober 2008 450 Mitglieder. Erster Klubvorsitzender ist der Ehrenspielführer Uwe Seeler. Die Verwaltungsgeschäfte werden über die Geschäftsstelle des DFB abgewickelt.
Zur ersten Zusammenkunft am 11. Oktober 2008 in Dortmund lud anlässlich des WM-Qualifikationsspiels Deutschland gegen Russland Uwe Seeler ein. Rund 250 Mitglieder hatten ihr Kommen zugesagt, darunter die Senioren Matthias Mauritz (83 Jahre alt, BRD-Auswahl), Willi Sippel (79 Jahre alt, Saarland-Auswahl) und Rainer Baumann (78 Jahre alt, DDR-Auswahl); aber auch z. B. Gerd Müller, Joachim Streich, Jürgen Sparwasser, Thomas Berthold und Guido Buchwald.
Im März 2018 wurde Lothar Matthäus Vorsitzender, Uwe Seeler Ehrenvorsitzender.